# Kaftan
För andra betydelser, se Kaftan (olika betydelser).

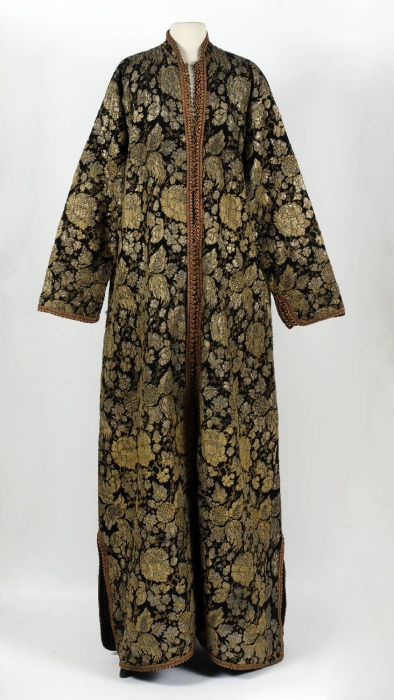
Marockansk kaftan.

Kaftan är ett klädesplagg i form av en långrock med vida ärmar, troligen av österländskt ursprung med urgammal kulturhistoria. Namnet avser vanligen den kaftan som bärs av folk i Främre orienten, men förekommer så gott som överallt i övriga Asien. 
Kaftan brukas även i Ryssland och Polen där den särskilt bärs av ortodoxa judar. Före Peter den stores regeringstid var kaftanen ett vanligt plagg bland den ryska adeln. I Sverige är kaftan det vanliga namnet på en prästrock av den modell som bärs av präster i Svenska kyrkan.
En kaftan knäpps sällan och bärs antingen helt öppen eller med framstyckena mer eller mindre täckande varandra.